# Деже Костолані
Деже Костолані (угор. Kosztolányi Dezső; *29 березня 1885, Суботиця — †3 листопада 1936, Будапешт) — угорський письменник, поет, журналіст, перекладач.

## Біографія
Народився 29 березня 1885 в Суботиці, провінційному австро-угорському місті (зараз територія Сербії). Це місто стало прототипом для написання його романів, в тому числі і роману «Жайворонок». Його рід володів трьома замками і землями на півдні країни, і були єдиними представниками аристократії в цьому регіоні. Саме сімейні традиції стали ключовими у формуванні його особистості.
Його батько був директором місцевої гімназії, в якій навчався і сам Костолані, поки його не вигнали за погану поведінку. Але перші знання Костолані отримав від свого діда, колишнього військового офіцера, який вчив його читати, писати і навіть вчив його англійської мови. Але в той же час дід не поділяв його творчих поривів в ранньому дитинстві і вселяв, щоб він знайшов роботу, яка б приносила заробіток.
Навчався в Будапештському університеті з 1903 по 1904 рік, де вивчав угорську та німецьку мову, але потім перевівся на факультет журналістики в 1906 році.
Зайнявся журналістикою, почав писати вірші та оповідання для газет. Активно співпрацював з органом угорських модерністів журналом Нюгат (Захід). Коли почалася Перша світова війна, брат Костолані виявився в таборі в Сибіру. Його смерть в ув'язненні стала важким ударом для Костолані.
Помер від раку гортані 3 листопада 1936 року. Перед своєю смертю вважався одним з найкращих письменників Угорщини.

## Творчість
У збірках віршів «Скарги бідної дитини» (1910), «Скарги сумного чоловіка» (1924), «Звіт» (1935) та інших домінують настрої соціальної невлаштованості.
Різкий осуд суспільства, що породжує деспотизм, губить людську індивідуальність, звучить в історичному романі «Нерон, кривавий поет» (1922).
Повість «Жайворонок» (1924), романи «Золотий дракон» (1924) і «Анна Едеш» (1926) — про знедолених людей, у середовищі яких зріс протест проти насильства і злигоднів. У романі «Корнель Ешті» (1936) — підвищена увага до внутрішнього світу людини. Автор численних оповідань.
Окремі вірші Костолані переклали Юрій Шкробинець, Іван Петровцій, Іван Мегела.